# 室蘭市立白蘭小学校
室蘭市立白蘭小学校（むろらんしりつ はくらんしょうがっこう）は、北海道室蘭市白鳥台2丁目にある公立小学校。

## 所在地
- 北海道室蘭市白鳥台2丁目2番1号

## 沿革
- 2018年（平成30年）4月1日 - 本室蘭・陣屋・白鳥台の3小学校を統合して開校。

## 学区
- 陣屋町・白鳥台・崎守町・石川町（喜門岱小学校学区除く）[1]

## 周辺
- ピノキオ幼稚園
- 白鳥台南公園
- 白鳥台ニュータウン
- 蘭北児童センター
- 室蘭市立本室蘭中学校
- 白鳥保育園
- なかよし幼児園
- 白鳥台2丁目公園

## アクセス
- 道南バス「白鳥台2丁目」バス停から、徒歩約185m・約3分。